# Paranaitis serrata
Paranaitis serrata är en ringmaskart som beskrevs av Imajima 2003. Paranaitis serrata ingår i släktet Paranaitis och familjen Phyllodocidae. Inga underarter finns listade i Catalogue of Life.